# Derodontus osseticus
Derodontus osseticus is een keversoort uit de familie tandhalskevers (Derodontidae). De wetenschappelijke naam van de soort is voor het eerst geldig gepubliceerd in 1993 door Nikitskiy.